# Jan Fogelbäck
Jan Fogelbäck, född 16 februari 1943 i Stockholm, död 15 april 2017, var en svensk arbetarförfattare. Fogelbäck växte upp i Saltsjö-Boo och arbetade även som chaufför och transportarbetare. Från och med 1972 medverkade han i Folket i Bild/Kulturfront.
1994 gav han ut den självbiografiska boken Romanen om Ivar, där han beskrev sina möten med Ivar Lo-Johansson. Fogelbäck påstår bland annat att Lo-Johansson under hela sitt vuxna liv var bisexuell och att han var förälskad i Harry Martinson.

## Priser och utmärkelser
- 1979 – Tidningen Vi:s litteraturpris